# دیوید بالتیمور

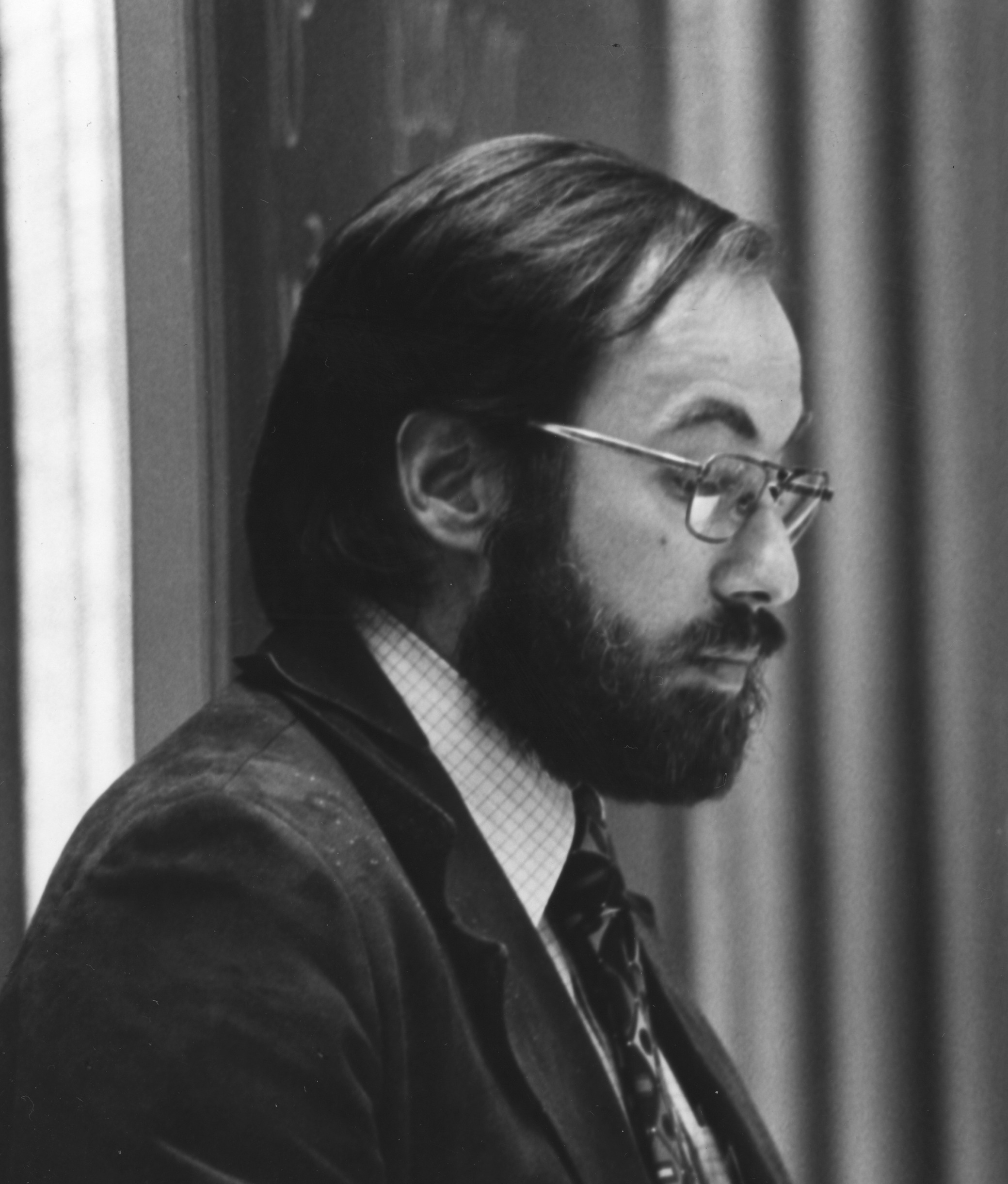
بالتیمور در سال ۱۹۷۰

دیوید بالتیمور (به انگلیسی: David Baltimore) (زادهٔ ۷ مارس ۱۹۳۸) زیست‌شناس، مدیر دانشگاه و برندهٔ جایزه نوبل فیزیولوژی و پزشکی سال ۱۹۷۵ است. وی از سال ۱۹۹۷ تا ۲۰۰۶ به‌عنوان رئیس مؤسسه فناوری کالیفرنیا فعالیت می‌کرده‌است و هم‌اکنون به‌عنوان استاد زیست‌شناسی در این مؤسسه مشغول به کار است.